# Harponville
Harponville là một xã ở tỉnh Somme, vùng Hauts-de-France, Pháp.
Thị trấn này tọa lạc trên đường D47, khoảng 20 dặm Anh về phía đông bắc của Amiens.

## Dân số
| 1962                                                           | 1968 | 1975 | 1982 | 1990 | 1999 |
| -------------------------------------------------------------- | ---- | ---- | ---- | ---- | ---- |
| 143                                                            | 160  | 151  | 150  | 130  | 125  |
| Số liệu điều tra dân số từ năm 1962, dân số không tính hai lần |      |      |      |      |      |

## Địa điểm nổi bật
- Nhà thờ thế kỷ 19
- Nhà thờ Tin lành thế kỷ 19
- Trường học thế kỷ 19